# Hermenegildo Ramírez Sánchez
Hermenegildo Ramírez Sánchez MJ (* 13. April 1929 in Mexiko-Stadt; † 29. Januar 2022 in San Juan del Río) war ein mexikanischer Ordensgeistlicher und römisch-katholischer Prälat von Huautla.

## Leben
Hermenegildo Ramírez Sánchez trat der Ordensgemeinschaft der Missionare vom Heiligen Joseph bei und legte am 12. Dezember 1945 die Profess ab. Er empfing am 5. Juli 1953 das Sakrament der Priesterweihe.
Papst Paul VI. ernannte ihn am 4. Januar 1975 zum ersten Prälaten von Huautla und zum Titularbischof von Santa Giusta. Der Apostolische Delegat in Mexiko, Mario Pio Gaspari, spendete ihm am 19. März desselben Jahres in der Kathedrale San Juan Evangelista in Huautla de Jiménez die Bischofsweihe; Mitkonsekratoren waren Ernesto Corripio y Ahumada, Erzbischof von Antequera, und Braulio Sánchez Fuentes SDB, Prälat der Mixe.
Am 15. Februar 1978 verzichtete Ramírez Sánchez im Zuge der neuen Vergaberichtlinien der römischen Kurie auf seinen Titularbischofssitz. Am 15. Oktober 2005 nahm Papst Benedikt XVI. seinen altersbedingten Rücktritt an.
Ramirez Sanchez wurde im Januar 2022 wegen gesundheitlicher Komplikationen durch das Coronavirus ins Krankenhaus in San Juan del Río (Querétaro) eingeliefert, wo er im Alter von 92 Jahren starb.